# یونیورسال هلث سرویسز
یونیورسال هلث سرویسز (انگلیسی: Universal Health Services) شرکت بهداشت و درمان آمریکایی است، که در سال ۱۹۷۹ تأسیس شد.